# Grand Prix automobile d'Afrique du Sud 1975
Résultats du Grand Prix d'Afrique du Sud de Formule 1 1975 qui a eu lieu sur le circuit de Kyalami près de Johannesburg le 1er mars 1975.

## Classement
| Pos  | N° | Pilote             | Écurie          | Tours | Temps/Abandon      | Grille | Points |
| ---- | -- | ------------------ | --------------- | ----- | ------------------ | ------ | ------ |
| 1    | 3  | Jody Scheckter     | Tyrrell-Ford    | 78    | 1 h 43 min 16 s 90 | 3      | 9      |
| 2    | 7  | Carlos Reutemann   | Brabham-Ford    | 78    | + 3 s 74           | 2      | 6      |
| 3    | 4  | Patrick Depailler  | Tyrrell-Ford    | 78    | + 16 s 92          | 5      | 4      |
| 4    | 8  | Carlos Pace        | Brabham-Ford    | 78    | + 17 s 31          | 1      | 3      |
| 5    | 12 | Niki Lauda         | Ferrari         | 78    | + 28 s 64          | 4      | 2      |
| 6    | 2  | Jochen Mass        | McLaren-Ford    | 78    | + 1 min 03 s 64    | 16     | 1      |
| 7    | 23 | Rolf Stommelen     | Hill-Ford       | 78    | + 1 min 12 s 91    | 14     |        |
| 8    | 28 | Mark Donohue       | Penske-Ford     | 77    | + 1 tour           | 18     |        |
| 9    | 16 | Tom Pryce          | Shadow-Ford     | 77    | + 1 tour           | 19     |        |
| 10   | 5  | Ronnie Peterson    | Lotus-Ford      | 77    | + 1 tour           | 8      |        |
| 11   | 34 | Guy Tunmer         | Lotus-Ford      | 76    | + 2 tours          | 25     |        |
| 12   | 6  | Jacky Ickx         | Lotus-Ford      | 76    | + 2 tours          | 21     |        |
| 13   | 33 | Eddie Keizan       | Lotus-Ford      | 76    | + 2 tours          | 22     |        |
| 14   | 31 | Dave Charlton      | McLaren-Ford    | 76    | + 2 tours          | 20     |        |
| 15   | 14 | Bob Evans          | BRM             | 76    | + 2 tours          | 24     |        |
| 16   | 11 | Clay Regazzoni     | Ferrari         | 71    | Accélérateur       | 9      |        |
| 17   | 27 | Mario Andretti     | Parnelli-Ford   | 70    | Transmission       | 6      |        |
| Nc.  | 21 | Jacques Laffite    | Williams-Ford   | 69    | Non classé         | 23     |        |
| Nc.  | 1  | Emerson Fittipaldi | McLaren-Ford    | 65    | Non classé         | 11     |        |
| Abd. | 32 | Ian Scheckter      | Tyrrell-Ford    | 55    | Accident           | 17     |        |
| Abd. | 24 | James Hunt         | Hesketh-Ford    | 53    | Alimentation       | 12     |        |
| Abd. | 17 | Jean-Pierre Jarier | Shadow-Ford     | 37    | Surchauffe moteur  | 13     |        |
| Abd. | 10 | Lella Lombardi     | March-Ford      | 23    | Alimentation       | 26     |        |
| Abd. | 20 | Arturo Merzario    | Williams-Ford   | 22    | Moteur             | 15     |        |
| Abd. | 18 | John Watson        | Surtees-Ford    | 19    | Embrayage          | 10     |        |
| Abd. | 9  | Vittorio Brambilla | March-Ford      | 16    | Radiateur          | 7      |        |
| Nq.  | 30 | Wilson Fittipaldi  | Copersucar-Ford |       | Non qualifié       |        |        |
| Nq.  | 22 | Graham Hill        | Lola-Ford       |       | Non qualifié       |        |        |

Légende :
- Abd.=Abandon

## Pole position et record du tour
- Pole position : Carlos Pace en 1 min 16 s 41 (vitesse moyenne : 193,357 km/h).
- Meilleur tour en course : Carlos Pace en 1 min 17 s 20 au 11e tour (vitesse moyenne : 191,378 km/h).

## Tours en tête
- Carlos Pace : 2 (1-2)
- Jody Scheckter : 76 (3-78)

## À noter
- 3e victoire pour Jody Scheckter.
- 19e victoire pour Tyrrell en tant que constructeur.
- 81e victoire pour Ford-Cosworth en tant que motoriste.
- 1re et unique pole position du pilote brésilien José Carlos Pace.